# Nebiyou Perry
Nebiyou Perry, född 2 oktober 1999, är en svensk fotbollsspelare som spelar för Östersunds FK.

## Karriär

### Tidig karriär
Perry är född i New York, USA och kom till Sverige som åttaåring. Han började spela fotboll som tioåring i Vasalunds IF.
Inför säsongen 2013 gick Perry till AIK:s ungdomslag. Perry debuterade i A-laget den 6 juli 2017 i en Europa League-match mot KÍ Klaksvík (5–0-vinst), där han blev inbytt i halvtid mot Stefan Ishizaki.

### Köln
I januari 2018 gick Perry till tyska Köln. Han spelade fem matcher för Köln II i Regionalliga säsongen 2018/2019.

### Trelleborgs FF
I mars 2019 lånades Perry ut till Trelleborgs FF på ett låneavtal fram till 15 juli 2019. Perry gjorde sin Superettan-debut den 30 mars 2019 i en 2–2-match mot Gais, där han blev inbytt i den 76:e minuten mot Felix Hörberg.

### Östersunds FK
I juli 2019 värvades Perry av Östersunds FK, där han skrev på ett treårskontrakt. I juli 2022 meddelade Östersund att Perry lämnade klubben i samband med att hans kontrakt gick ut.

### Nashville SC
I januari 2023 skrev Perry på för Major League Soccer-klubben Nashville SC.

### Återkomst i Östersunds FK
I februari 2024 återvände Perry till Östersunds FK, där han skrev på ett tvåårskontrakt.